# Araneus sylvicola
Araneus sylvicola là một loài nhện trong họ Araneidae.
Loài này thuộc chi Araneus. Araneus sylvicola được William Joseph Rainbow miêu tả năm 1897.